# Барлета
 Вижте също: Анджело Барлета (футболист).
Барлѐта (на италиански: Barletta) e пристанищен град и община на Адриатическо море в провинция Барлета-Андрия-Трани, Апулия, Южна Италия.
Градът е разположен на 146 км² и има 93 869 жители (1 януари 2009).

## История
Барлета е основан през 3 век пр.н.е. с името Bardulos. В Средновековието става норманска крепост.
От 2008 г. Барлета е един от трите главни градове в новообразуваната провинция Барлета-Андрия-Трани.
На югозапад от града през 216 пр.н.е. става Битката при Кана.

## Икономика
От икономическо значение са производството на морска сол, хартия, химия и цимент.